# ویرنی
ویرنی (به لاتین: Veerenni) یک منطقهٔ مسکونی در استونی است که در تالین واقع شده‌است.

## نگارخانه

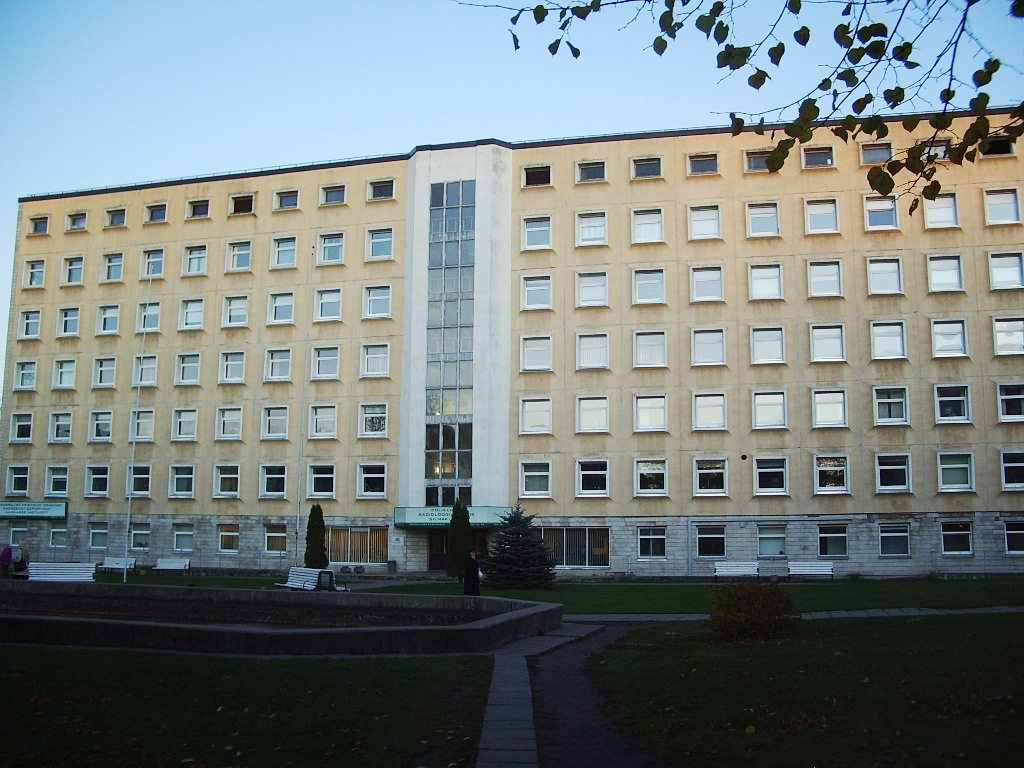

## خصوصیات
ویرنی ۳٬۴۲۴ نفر جمعیت دارد.